# Evolvulus arizonicus
Espèce
Evolvulus arizonicus est une espèce de plantes originaires du continent nord-américain. Elle appartient à la famille des Convolvulaceae.

## Description morphologique

### Appareil végétatif
Cette plante herbacée pérenne au port dressé mesure jusqu'à 30 cm, voire 45 cm de hauteur. Les tiges, minces et érigées, portent des poils gris, parfois si longs et si nombreux qu'ils prennent un aspect laineux. Ces tiges s'élèvent en nombre variable, droites ou retombantes, d'une base ligneuse. Les feuilles, lancéolées, mesurent généralement 2 à 2,5 cm de longueur (en fait entre 1 et 3,5 cm) et entre 2,5 et 6 mm de largeur (exceptionnellement jusqu'à 14 mm). La dimension des feuilles est nettement moins importante vers l'apex de la tige que vers la base. Leur pétiole est court ou absent,.

### Appareil reproductif
La floraison survient entre avril et octobre.
Les fleurs poussent en général isolées, ou en petit groupe de 2 ou 3, au sommet d'un pédicelle mince, de 3 ou 4 (jusqu'à 8) mm de longueur, issu d'un bourgeon axillaire niché à l'aisselle des feuilles les plus hautes. Chaque fleur est précédée d'un involucre formé de petites bractées de 1,5 à 3 mm de long, et d'un calice aux sépales lancéolés acuminés d'environ 3 mm de long. La corolle, qui mesure de 1,3 à 2 cm de diamètre (valeurs extrêmes 1 à 2,2 cm), de couleur bleu ciel à bleu azur, parfois rayée de pâle, est formée de 5 pétales en grande partie soudés, étalés en soucoupe et dont l'extrémité forme 5 lobes peu profonds et très arrondis. L'androcée comprend 5 étamines, et l'ovaire est dépourvue de poils. Les fruits sont globuleux et mesurent 3 ou 4 mm de longueur. Ils contiennent 2 à 4 graines d'environ 1 mm, de couleur fauve à brune, et dépourvues de poils,.
Evolvulus alsinoides, une espèce proche, possède une corolle plus petite (4 à 8 mm de diamètre).

## Répartition et habitat
Cette plante vit dans les zones dégagées des déserts et des prairies arides, ou parmi les pins et les genévriers des zones désertiques. Son aire de répartition, assez restreinte, couvre le sud de l'Arizona et du Nouveau-Mexique, aux États-Unis, ainsi que le nord du Mexique. Elle pousse généralement entre 900 et 1 900 m d'altitude.

## Systématique
Cette espèce a été décrite en 1878 par le botaniste américain Asa Gray dans Synoptical Flora of North America.
Selon certains auteurs, il existerait deux variétés d'Evolvulus arizonicus:
- Evolvulus arizonicus var. arizonicus A.Gray, 1878
- Evolvulus arizonicus var. laetus (A. Gray) Ooststr., 1934, qui fut considérée comme une espèce à part, Evolvulus laetus, par Asa Gray, puis reléguée au rang de variété par le botaniste néerlandais Simon Jan van Ooststroom.

Selon le Missouri Botanical Garden, ces variétés ne seraient pas valides, et Evolvulus arizonicus var. laetus (ou Evolvulus laetus) serait synonyme de Evolvulus arizonicus.